# Qionghai
Qionghai léase Chióng-Jái (en chino:琼海,pinyin:Qióng hǎi shì) es una ciudad-subprefectura bajo la administración directa de la provincia de Hainan. La zona urbana de la ciudad se ubica a 13 km al oeste de las costa del Mar de la China Meridional en las riberas del río Wanquan (万泉河), extremo sur de la República Popular China. Su área es de 1692 km² y su población es de 483 217 (2010).
La sede del gobierno está en Jiaji (嘉 积), antes poblado Jiaji (嘉 积 镇), a menudo conocido simplemente como Qionghai. 
Qionghai está históricamente asociada con el Destacamento rojo de mujeres, una compañía solo por mujeres del Ejército Rojo chino que sobrevivió a la persecución nacionalista. Una novela basada en su historia, El destacamento rojo de mujeres (红色娘子军) y dos películas.
El plato más famoso de Qionghai es Pato Jiaji, originalmente introducido en Qionghai por los locales que regresaron de vivir en el sudeste de Asia.

## Administración
La ciudad-subprefectura se divide en 12 poblados:
| - Jiaji (嘉积镇) - Wanquan (万泉镇) - Shibi (石壁镇) - Zhongyuan (中原镇) - Bo'ao (博鳌镇) - Yangjiang (阳江镇) | - Longjiang (龙江镇) - Tanmen (潭门镇) - Tayang (塔洋镇) - Changpo (长坡镇) - Dalu (大路镇) - Huishan (会山镇) |

## Clima
Qionghai tiene un monzón tropical con clima húmedo marino, la temperatura media anual es de 24 °C, la precipitación promedio anual es de 2072 mm, la luz del sol anual promedio es de 2155 horas y días sin heladas.
| Parámetros climáticos promedio de Qionghai (1971-2000) | Parámetros climáticos promedio de Qionghai (1971-2000) | Parámetros climáticos promedio de Qionghai (1971-2000) | Parámetros climáticos promedio de Qionghai (1971-2000) | Parámetros climáticos promedio de Qionghai (1971-2000) | Parámetros climáticos promedio de Qionghai (1971-2000) | Parámetros climáticos promedio de Qionghai (1971-2000) | Parámetros climáticos promedio de Qionghai (1971-2000) | Parámetros climáticos promedio de Qionghai (1971-2000) | Parámetros climáticos promedio de Qionghai (1971-2000) | Parámetros climáticos promedio de Qionghai (1971-2000) | Parámetros climáticos promedio de Qionghai (1971-2000) | Parámetros climáticos promedio de Qionghai (1971-2000) | Parámetros climáticos promedio de Qionghai (1971-2000) |
| Mes                                                    | Ene.                                                   | Feb.                                                   | Mar.                                                   | Abr.                                                   | May.                                                   | Jun.                                                   | Jul.                                                   | Ago.                                                   | Sep.                                                   | Oct.                                                   | Nov.                                                   | Dic.                                                   | Anual                                                  |
| ------------------------------------------------------ | ------------------------------------------------------ | ------------------------------------------------------ | ------------------------------------------------------ | ------------------------------------------------------ | ------------------------------------------------------ | ------------------------------------------------------ | ------------------------------------------------------ | ------------------------------------------------------ | ------------------------------------------------------ | ------------------------------------------------------ | ------------------------------------------------------ | ------------------------------------------------------ | ------------------------------------------------------ |
| Temp. máx. media (°C)                                  | 22.7                                                   | 23.8                                                   | 26.8                                                   | 29.8                                                   | 32.1                                                   | 32.7                                                   | 33.0                                                   | 32.6                                                   | 31.1                                                   | 28.8                                                   | 25.9                                                   | 23.2                                                   | 28.5                                                   |
| Temp. media (°C)                                       | 18.5                                                   | 19.7                                                   | 22.6                                                   | 25.5                                                   | 27.4                                                   | 28.3                                                   | 28.4                                                   | 27.8                                                   | 26.8                                                   | 25.0                                                   | 22.1                                                   | 19.2                                                   | 24.3                                                   |
| Temp. mín. media (°C)                                  | 15.8                                                   | 17.1                                                   | 19.8                                                   | 22.7                                                   | 24.3                                                   | 25.3                                                   | 25.2                                                   | 24.7                                                   | 24.0                                                   | 22.4                                                   | 19.4                                                   | 16.5                                                   | 21.4                                                   |
| Lluvias (mm)                                           | 31.4                                                   | 43.5                                                   | 47.5                                                   | 125.4                                                  | 215.4                                                  | 196.5                                                  | 178.8                                                  | 280.4                                                  | 367.6                                                  | 345.7                                                  | 159.6                                                  | 68.2                                                   | 2060.0                                                 |
| Días de lluvias (≥ 0.1 mm)                             | 10.6                                                   | 11.1                                                   | 10.1                                                   | 12.1                                                   | 15.0                                                   | 14.6                                                   | 12.9                                                   | 17.9                                                   | 17.5                                                   | 16.5                                                   | 13.4                                                   | 10.8                                                   | 162.5                                                  |
| Horas de sol                                           | 116.3                                                  | 101.6                                                  | 150.3                                                  | 181.4                                                  | 219.3                                                  | 225.3                                                  | 251.4                                                  | 215.4                                                  | 179.8                                                  | 162.5                                                  | 121.1                                                  | 112.2                                                  | 2036.6                                                 |
| Humedad relativa (%)                                   | 87                                                     | 88                                                     | 87                                                     | 86                                                     | 85                                                     | 84                                                     | 84                                                     | 86                                                     | 87                                                     | 86                                                     | 85                                                     | 84                                                     | 85.8                                                   |
| Fuente: China Meteorological Administration            |                                                        |                                                        |                                                        |                                                        |                                                        |                                                        |                                                        |                                                        |                                                        |                                                        |                                                        |                                                        |                                                        |